# Uruk

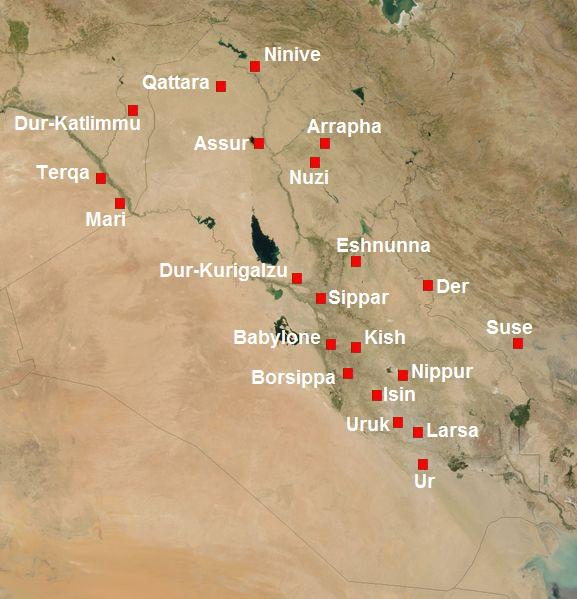
Mesopotamien 1000-talet f.Kr.

Uruk (sumeriska: Unug, hebreiska: Erech, arabiska: Warka) var en stad i Sumer och senare Babylonien vid floden Eufrat i dagens Irak. Den utsågs, tillsammans med två andra ruinstäder och fyra våtområden i södra Irak till världsarv av Unesco år 2016.
Uruk var en av de allra första städerna i världen. Enligt den så kallade sumeriska kungalistan grundades staden av Enmerkar. Här har funnits kontinuerlig bebyggelse från Ubaidperioden omkring 4500 f.Kr. till 400 e.Kr. och staden har varit centrum för maktsträvan och kult under stor del av dess existens och innehöll även tempelkomplexet Eanna vigt åt gudinnan Inanna eller Ishtar. Imperiegrundaren Ur-Nammu lät bygga en ziggurat i Uruk. Legendariska härskare som Enmerkar, Lugalbanda och Gilgamesh hade staden som bas då de levde under tidig dynastisk tid. Kring staden löpte en 10 km lång stadsmur.
I Uruk har man funnit tusentals lertavlor med bildskrift och kilskrift och den gröna keramik som signifierar den så kallade Urukperiodens (3000-talet f.Kr.) materiella lämningar. Urukperioden var den sista förhistoriska tidsperioden i Mesopotamien, och utmärks även av tilltagande urbanisering och social stratifiering. Vid slutfasen av Urukperioden, runt 3100 f.Kr., kan staden ha haft 40 000 invånare, med 80 000–90 000 boende i stadens omgivningar. Det gör Uruk till det största urbana området i världen vid den tiden.

## Historia
Uruk var en framstående stad under stor del av Sumers historia fram till den akkadiska erövringen under Sargon av Akkad. Under det Akkadiska imperiet började Uruk förlora sin betydelse. När Akkadiska riket föll blev staden dock åter igen viktig som kulturellt och ekonomiskt centrum underställt tredje dynastin i Ur. Urs fall resulterade än en gång i att staden förlorade sin betydelse fram till de Babylonska och Assyriska imperierna tog över området. Under dessa blev Uruk till en provinshuvudstad och växte. Uruk fortsatte i denna roll under det persiska riket och även under Seleukiderriket då ett nytt tempel till Ishtar byggdes och Zigguraten till Anu restaurerades. När seleukiderna förlorade Mesopotamien till parterna 141 f.Kr. verkar staden dock ha förlorat all betydelse. Sannolikt dels på grund av att floden Eufrat då följde en annan rutt. Runt 300 e.Kr. verkar staden ha varit nästan helt övergiven och runt 700 e.Kr. fanns inga invånare kvar. 